# Поляков Ілля Якович
Ілля Якович Поляков (нар. 10 липня 1912, Верхній Рогачик, Херсонська область — 30 квітня 1992, Хайфа, Ізраїль) — радянський зоолог, заслужений діяч науки РРФСР, доктор сільськогосподарських наук, професор. Понад 40 років керував лабораторією прогнозів розмноження масових шкідників (в даний час — лабораторія фітосанітарної діагностики і прогнозів) у Всеросійському науково-дослідному інституті захисту рослин (Ленінград, Санкт-Петербург), засновник вітчизняної школи прогнозистів в захисті рослин, визнаний авторитет і координатор досліджень у галузі прогнозування у країнах-членах Ради Економічної Взаємодопомоги (РЕВ).

## Біографія
Народився 10 липня 1912 року в с. Верхній Рогачик, Таврійська губернія, Російська імперія.
- 1929—1932 — студент біологічного факультету Кримського педагогічного інституту, м. Сімферополь
- 1932—1934 — аспірант кафедри зоології Кримського педагогічного інституту,
- 1934—1936 — завідувач Джанкойським опорним пунктом ВНДІ захисту рослин, Крим, Джанкойський район, с. Димовка
- 1937—1938 — завідувач Актюбінським опорним пунктом ВНДІ захисту рослин, м. Актюбінськ
- 1938—1941 — завідувач аспірантури ВНДІ захисту рослин, м. Ленінград
- 1941—1946 — Робітничо-Селянська Червона Армія, Ленінградський фронт, Ленінградська армія ППО
- 1946—1990 — керівник лабораторії прогнозів, потім відділу прогнозів ВНДІ захисту рослин, м. Ленінград
- 1938 — кандидат біологічних наук; тема дисертації: «Поширення і екологія громадської полівки і деяких інших гризунів в степах Криму»
- 1950 — доктор сільськогосподарських наук; тема дисертації: «Теоретичні основи прогнозу чисельності мишоподібних гризунів і заходів щодо запобігання їх шкодочинності в Європейській частині СРСР і Закавказзі»
- 1956 — професор
- 1975 — заслужений діяч науки РРФСР

Помер 30 квітня 1992 року в Хайфі, Ізраїль.
Серед його учнів — кандидати наук Алікіна Е. В., Аскеров Г. Я., Богданова Е. Г., Булигинська М. А., Васильєв С. В., Виноградов А. В., Возів Н. А., Гладкіна Т. С., Голенищев Н. Н., Дороніна Г. М., Зархідзе В. А., Зімавічюс А. І., Іванов О. А., Іпатьєва Н. П., Каганцова Р. М., Кадочников Н. П., Каптен Ю. Л., Корміліцина В. В., Кряжева Л. П., Кубанцев Б. С., Кулик А. В., Леві Е. К., Левін М. А., Левіна С. І., Мазанов М. Б., Малкова Л. К., Мейер М. Н., Мокеева Т. М., Нікішина Є. С., Пегельман С. Г., Правдіна Л. І., Прокоф'єва З. В., Салимова М. Х., Самойлова А. В., Сауліч М. І., Схолль Е. Д., Хомякова В. О., Чернов В. Е. З них докторами наук стали: Булигинська М. А., Гладкіна Т. С., Кубанцев Б. С., Мейер М. Н., Пегельман С. Г.

## Основні праці

### Автор
Автор понад 450 наукових робіт, серед яких підручники та монографії; його наукова спадщина продовжує використовуватися у вивченні питань екології гризунів, що мешкають в умовах агроценозів і боротьбі з ними, в розробці прогнозів поширення особливо небезпечних шкідливих організмів.
- Поляков И. Я. Вредные грызуны и борьба с ними. — (1-е изд.). — М.; Л. : Сельхозиздат. Ленингр. отд-ние, 1961. — 264 с.
- Поляков И. Я. Прогноз распространения вредителей сельскохозяйственных культур. — Л. : Колос. Ленингр. отд-ние, 1964. — 328 с.
- Поляков И. Я. Вредные грызуны и борьба с ними. — 2-ое изд., перераб. и доп. — Л. : Колос. Ленингр. отд-ние, 1968. — 256 с.
- Бондаренко Н. В., Поляков И. Я., Стрелков А. А. Вредные нематоды, клещи, грызуны: Учебное пособие / Под ред. д-ра биол. наук Н. В. Бондаренко. — (1-е изд.). — Л. : Колос. Ленингр. отд-ние, 1969. — 272 с. — (Учебники и учебные пособия для высших сельскохозяйственных учебных заведений) — 10000 прим.
- Поляков И. Я., Сергеев Г. Е., Макарова Л. А. и др. Прогноз развития вредителей сельскохозяйственных культур. — Л. : Колос. Ленингр. отд-ние, 1975. — 242 с.
- Поляков И. Я. Методы управления агроэкосистемами в защите растений и принципы их разработки: (обзор) / Министерство сельского хозяйства СССР, Всесоюзный научно-исследовательский институт информации и технико-экономических исследований по сельскому хозяйству; Редкол.: гл. ред., акад. ВАСХНИЛ А. В. Пухальский и др. — М. : ВНИИТЭИСХ, 1976. — 66 с. — (Обзор информации)
- Бондаренко Н. В., Поляков И. Я., Стрелков А. А. Вредные нематоды, клещи, грызуны: Учебное пособие / Под ред. чл.-кор. ВАСХНИЛ, проф. Н. В. Бондаренко. — 2-е изд., перераб. — Л. : Колос. Ленингр. отд-ние, 1977. — 264 с. — (Учебники и учебные пособия для высших сельскохозяйственных учебных заведений)
- Громов И. М., Поляков И. Я. Полевки (Microtinae) / Гл. ред. О. А. Скарлато. — Л. : Наука, 1977. — 504 с. — (Фауна СССР. Новая серия, № 116. Млекопитающие. Т. 3. Вып. 8)
- Поляков И. Я., Персов М. П., Смирнов В. А. Прогноз развития вредителей и болезней сельскохозяйственных культур (с практикумом). — Л. : Колос. Ленингр. отд-ние, 1984. — 320 с. — (Учебники и учебные пособия для высших сельскохозяйственных учебных заведений)
- Поляков И. Я., Левитин М. М., Танский В. И. Фитосанитарная диагностика в интегрированной защите растений / Рос. акад. с.-х. наук, Всерос. науч.-исслед. ин-т защиты растений. — М. : Колос, 1995. — 208 с. — ISBN 5-10-002673-1.

### Редактор
І. Я. Поляков був організатором видання і редактором тематичних Праць ВІЗР, ВАСГНІЛ і численних збірників наукових праць, основні з них слід назвати:
- Прогноз появи і облік шкідників і хвороб сільськогосподарських культур (під ред. Косова В. В. та Полякова І. Я.). М., Вид. МСГ СРСР. 1958. 631 с.
- Біологічні основи боротьби з гризунами (під ред. Полякова І. Я.) // Праці ВІЗР, вип. 12, 1958. М., 219 c.
- Виявлення сільськогосподарських шкідників і сигналізація термінів боротьби з ними (під ред. Полякова І. Я.). М., Россельхозиздат. 1964. 204 с.
- Пристосувальна мінливість гризунів (під ред. Полякова І. Я.) // Праці ВІЗР, вип. 30, ч. I, 1969. Л., 198 c.; ч. II, 1970. Л., 246 с.
- Біологічні основи захисту бавовнику від шкідників (під ред. Полякова І. Я.) // Праці ВІЗР, вип. 32, ч. I, 1971. Л., 192 c.; ч. II, 1972. Л., 196 с.
- Логічне і математичне моделювання в захисті рослин (під ред. Полякова І. Я.) // Праці ВІЗР, вип. 50, 1976. Л., 190 c.
- Методи прогнозу розвитку шкідників і хвороб сільськогосподарських культур (під ред. Фадєєва Ю. Н. і Полякова І. Я.) // Праці ВАСГНІЛ, 1978. М., Колос. 272 с.
- Методи автоматизації прогнозування і планування робіт по захисту рослин (під ред. Полякова І. Я.) // Праці ВІЗР, вип. 64, 1980. Л., 115 c.
- Еколого-фізіологічні передумови сучасної системи боротьби з луговим метеликом (під ред. Полякова І. Я.) // Праці ВІЗР, вип. 65, 1980. Л., 138 c.
- Контроль і прогноз — основа цілеспрямованого захисту рослин (під ред. Полякова І. Я. і Еберта В.). Берлін, 1982. 352 с.
- Шляхи автоматизації фітосанітарної діагностики (під ред. Полякова І. Я.) // Праці ВІЗР, [вип. 79], 1985. Л., 121 c.
- Теорія, методи та технологія автоматизації фітосанітарної діагностики (під ред. Полякова І. Я.) // Праці ВІЗР, [вип. 95], 1993. Л., 143 c.

## Лтература
- Старостін С. П., Гладкіна Т. С. Ювілей вченого // Захист рослин, 1972, № 9, с. 57.
- Гладкіна Т. С., Мокеєва Т. М. Ілля Якович Поляков (до 60-річчя від дня народження та 40-річчя наукової, педагогічної та громадської діяльності) // Праці ВІЗР, вип. 39, 1973. Л., с. 5-9.
- Балевскі А. Іля Яковлевич Поляков // Рослинний захист, 1973, Рік. XXI, Брой 2, с. 37 (болг. България Б'лгарія).
- Ветеран війни і праці // Захист рослин, 1982, № 7, с. 46.
- Пам'яті І. Я. Полякова // Захист рослин, 1992, № 11, с. 63.
- Захаренко В. А., Новожилов К. В., Павлюшін В. А. Поляков Ілля Якович (1912—1992) // В сб.: Провідні вчені із захисту рослин. М.-СПб., 2001, с. 55.
- До 100-річчя від дня народження І. Я. Полякова (1912—1992) // Вісник захисту рослин, 2012, № 3: 73-75.
- Грічанов І. Я., Карлик Ф. А. До 100-річчя від дня народження І. Я. Полякова // Захист і карантин рослин, 2013, № 3: 60.